# Lachezar Kotev
Lachezar Kotev (Лъчезар Котев; sinh ngày 5 tháng 1 năm 1998) là một cầu thủ bóng đá Bulgaria thi đấu ở vị trí tiền vệ cho Arda Kardzhali.